# Selección masculina de hockey sobre césped de Cuba
La selección masculina de hockey sobre césped de Cuba es el equipo nacional que representa a Cuba en las competiciones internacionales masculinas de hockey sobre césped.

## Resultados

### Juegos Olímpicos
- Moscú 1980: 5.º

### Campeonato Mundial
- Kuala Lumpur 2002: 16.º

### Juegos Panamericanos
- San Juan 1979: 4.º
- Caracas 1983: 6.º
- La Habana 1991: 6.º
- Mar del Plata 1995: 4.º
- Winnipeg 1999: 3.º
- Santo Domingo 2003: 3.º
- Río de Janeiro 2007: 5.º
- Guadalajara 2011: 4.º
- Toronto 2015: 7.º

### Copa Panamericana
- La Habana 2000: 1.º

### Juegos Centroamericanos y del Caribe
- La Habana 1982:  1.º
- Santiago de los Caballeros 1986:  1.º
- Ciudad de México 1990: 1.º
- Ponce 1993: 1.º
- Maracaibo 1998:  1.º
- San Salvador 2002: no participó
- Cartagena de Indias 2006: 1.º
- Mayagüez 2010:  no participó
- Veracruz 2014:  1.º [1]